# Buguni
Buguni é uma comuna urbana do sul do Mali e capital da circunscrição de Buguni, na região de Sicasso. Segundo censo de 1998, havia 37 360 residentes, enquanto segundo o de 2009, havia 59 679.